# Evelyn Lear
Evelyn Lear (Brooklyn, 8 gennaio 1926 – Contea di Montgomery, 1º luglio 2012) è stata un soprano statunitense.

## Biografia
Nata come Evelyn Shulman compie gli studi musicali al Hunter College di Manhattan, alla New York University e alla Juilliard School studiando canto, pianoforte, corno e composizione e sposa prima Walter Lear e nel 1955 il baritono Thomas Stewart che aveva conosciuto alla Juilliard School.
Grazie al Programma Fulbright si perfeziona al Universität der Künste Berlin.
Il 24 maggio 1960 è la protagonista in Lulu (opera) in concerto con Ramón Vinay al Sadler's Wells Theatre di Londra ed in ottobre debutta al Wiener Staatsoper come Ein junges Mädchen in Moses und Aron con Josef Greindl e Stewart.
Nel 1961 canta nella prima assoluta di Elegie für junge Liebende di Hans Werner Henze con Dietrich Fischer-Dieskau a Schwetzingen e la protagonista della prima assoluta di Alkmene di Giselher Klebe al Deutsche Oper Berlin con Stewart.
Nel 1962 a Vienna è Fiordiligi in Così fan tutte con Anton Dermota e Paul Schöffler, debutta al Festival di Salisburgo come Cherubino ne Le nozze di Figaro con i Wiener Philharmoniker, Sena Jurinac, Graziella Sciutti e Fischer-Dieskau ed ancora a Vienna Octavian in Der Rosenkavalier diretta da Joseph Keilberth con Teresa Stich-Randall e Der Komponist in Ariadne auf Naxos con Erich Kunz e Gerhard Stolze.
Nel 1963 debutta al Grand Théâtre de Monte Carlo come Sophie in Le chevalier à la rose (Der Rosenkavalier) con Régine Crespin, Anneliese Rothenberger ed Kunz, Jeanne nella prima assoluta di Die Verlobung in San Domingo di Werner Egk con Fritz Wunderlich al Bayerische Staatsoper ed a Vienna Cherubino ne Le nozze di Figaro con la Sciutti e Kunz e Des Bauern Tochter in Die Kluge con Stewart e Kunz.
Ancora a Salisburgo nel 1964 tiene un recital e nel 1965 è Fiordiligi in Così fan tutte diretta da Karl Böhm con la Sciutti e Hermann Prey e tiene un recital.
Nel 1965 debutta al Royal Opera House, Covent Garden di Londra come Donna Elvira in Don Giovanni (opera) diretta da Rudolf Kempe con Pilar Lorengar, Eberhard Waechter e Wunderlich ed al San Francisco Opera come Lulu con Vinay.
Nel 1966 a Vienna è Donna Elvira in Don Giovanni con Stewart, Gottlob Frick, Wunderlich, Kunz e la Rothenberger ed all'Opera di Chicago Poppea ne L'incoronazione di Poppea diretta da Bruno Bartoletti con Teresa Berganza e Oralia Domínguez.
Nel 1967 debutta al Metropolitan Opera House di New York come Lavinia nella prima assoluta di Mourning Becomes Electra di Marvin David Levy diretta da Zubin Mehta con Sherrill Milnes e nel 1968 a San Francisco è Marie in Wozzeck.
Nel 1969 al Metropolitan è Octavian in Der Rosenkavalier diretta da Böhm con Christa Ludwig e Walter Berry seguita da Marie in Wozzeck con Colin Davis (direttore d'orchestra).
Nel 1970 al Met è The Composer in Ariadne auf Naxos diretta da Böhm con Leonie Rysanek, James King (tenore), Reri Grist, Berry, Paul Plishka e Charles Anthony Caruso e Cherubino ne Le nozze di Figaro diretta da Josef Krips con Justino Díaz, Teresa Stratas, Tom Krause e Plishka ed a Vienna Marie in Wozzeck con Stolze arrivando a 30 recite viennesi complessive fino al 1971.
Nel 1971 debutta al Teatro alla Scala di Milano come Marie nella prima di Wozzeck diretta da Claudio Abbado con Mirto Picchi e Paolo Montarsolo ed a San Francisco Tatyana in Evgenij Onegin (opera) diretta da Charles Mackerras con Stewart.
Ancora per il Met nel 1972 è la protagonista in Tosca (opera) in concerto con Richard Tucker e nel 1973 Dido in Dido and Aeneas con Stewart.
Nel 1973 a San Francisco è Marina Mnishek in Boris Godunov (opera) con Martti Talvela e Fiordiligi in Così fan tutte con John Pritchard (direttore d'orchestra) con la von Stade.
Nel 1974 è Irina Arkadina nella prima assoluta di The Seagull di Thomas Pasatieri con la Stade allo Houston Grand Opera, all'Opéra National de Paris la contessa di Almaviva ne Le nozze di Figaro con Tom Krause e Michel Sénéchal, Didon in Les Troyens al Grand Théâtre di Ginevra ed al Met Donna Elvira in Don Giovanni diretta da Max Rudolf con Milnes, Edda Moser, Fernando Corena e Frederica von Stade.
Nel 1975 al Met è Alice Ford in Falstaff (Verdi) diretta da James Levine con Cornell MacNeil, Stewart e Fedora Barbieri e la contessa Almaviva ne Le nozze di Figaro con Díaz, la Stade e Jean Kraft.
Ancora alla Scala nel 1976 è La Marescialla nella prima di Il cavaliere della rosa diretta da Carlos Kleiber con Lucia Popp, Brigitte Fassbaender e Veriano Luchetti e nel 1977 tiene un concerto con Stewart.
Nel 1976 è Nina Cavallini nel film Buffalo Bill e gli indiani.
Ancora per il Met nel 1980 è Countess Geschwitz in Lulu diretta da Levine con la Stratas e nel 1982 Princess von Werdenberg in Der Rosenkavalier diretta da Levine con Tatiana Troyanos e Kurt Moll cantando al Met fino al 1985 in 93 recite.
Nel 1981 a Chicago è Hanna Glawari in Die lustige Witwe, nel 1983 a San Francisco Marfa Kabanová in Káťa Kabanová diretta da Christoph von Dohnányi con Gregory Kunde ed Anja Silja, nel 1984 è Ljubow Andrejewna Ranewskaja nella prima assoluta di Der Kirschgarten di Rudolf Kelterborn al Opernhaus Zürich, nel 1985 Gräfin Geschwitz in Lulu al Teatro Comunale di Firenze diretta da Bartoletti con Ugo Benelli e Franco Calabrese, nel 1987 a Chicago Countess Geschwitz in Lulu con Catherine Malfitano cantata anche nel 1989 a San Francisco con Hans Hotter.
Nel 1999 è m.me Arnfeldt in A Little Night Music con la Stade e Thomas Allen a Houston.

## Discografia
- Bach, Passione Giovanni - Richter/Haefliger/Engen/Töpper, Deutsche Grammophon
- Berg, Wozzeck - Karl Böhm/Kurt Böhme/Fritz Wunderlich/Gerhard Stolze/Dietrich Fischer-Dieskau, 1965 Deutsche Grammophon - Grammy Award for Best Opera Recording 1966
- Bernstein, On the town - Tilson Thomas/von Stade/Ramey, 1992 Deutsche Grammophon
- Janacek, Messa glagolitica - Kubelik/Lear/Haefliger, 1965 Deutsche Grammophon
- Mozart, Flauto magico - Böhm/BPO/Wunderlich/Lear/Otto, 1964 Deutsche Grammophon
- Strauss R: Der Rosenkavalier - Evelyn Lear/Frederica von Stade/Ruth Welting/Jules Bastin/José Carreras/Chorus Of The Netherlands Opera/Rotterdam Philharmonic Orchestra/Edo de Waart, 1977 Decca
- Weill: Johnny Johnson - Jean Sanders/Bob Shaver/Hiram Sherman/Jane Connell/Studio Chorus/Thomas Stewart/Burgess Meredith/Samuel Matlowsky/Evelyn Lear/Lotte Lenya/Studio Orchestra/Scott Merrill/William Malten, Naxos
- Lear Narrates Poulenc and Satie (Babar the Elephant and Sports et Divertissements) - Barbara Weintraub/Carter Brey/Evelyn Lear/James Tocco, 1997 VAI
- Lear & Stewart: The Recitals - Evelyn Lear/Thomas Stewart, Deutsche Grammophon

## DVD
- Berg: Lulu (Theater an der Wien, 1962) - Evelyn Lear/Paul Schöffler/Rudolf Schock/Karl Böhm, Arthaus Musik